# Mustikkasaari (ö i Nyland, Helsingfors, lat 60,33, long 23,75)
Mustikkasaari är en ö i Finland. Den ligger i sjön Vähä Ruokjärvi och i kommunen Lojo i den ekonomiska regionen  Helsingfors  och landskapet Nyland, i den södra delen av landet, 70 km väster om huvudstaden Helsingfors. Öns area är 0,5 hektar och dess största längd är 120 meter i nord-sydlig riktning.